# Laguna Los Escarchados
La laguna Los Escarchados est une lagune d'Argentine. Elle est située au centre-sud de la province de Santa Cruz, en Patagonie.
Cette lagune est le lieu de la découverte en 1974 du grèbe mitré (Podiceps gallardoi). En 1978, afin notamment de protéger cette espèce gravement menacée, elle fut transformée en réserve écologique.

## Géographie
Son bassin versant est endoréique, ce qui signifie que les apports d'eau ne sont pas suffisants pour alimenter un émissaire, et que l'évaporation compense ces apports.
La lagune, d'accès assez facile (proche de la route nationale 40 ), est située à plus ou moins 50 km à l'est de la ville d'El Calafate, dans la zone extra-andine de la province, c'est-à-dire sur le plateau de Patagonie. Elle forme un ensemble avec les lagunes environnantes, laguna de Ensenada, laguna La Josefa. Cet ensemble de lagunes de type permanent gèlent en hiver et correspondent à un milieu de steppe patagonique.

## Flore
Du point de vue flore, on observe dans les eaux des populations abondantes de Myriophyllum elatinoides et de Zannichellia.

## Les oiseaux
La lagune et ses environs se caractérisent par une avifaune importante. On peut y voir le cauquén común (ouette de Magellan Chloephaga picta), l'ouette à tête grise (Chloephaga poliocephala), le canard de Chiloé (Anas sibilatrix), le canard spatule (Anas platalea), le canard à queue pointue (Anas georgica), la foulque à jarretières (Fulica armillata), le coscoroba blanc (Coscoroba coscoroba), le bécasseau à croupion blanc (Calidris fuscicollis), le bécasseau de Baird (Calidris bairdii), le pluvier de d'Urville (Charadrius modestus), le brassemer de Patagonie (Tachyeres patachonicus), le busard bariolé (Circus cinereus), le goéland dominicain (Larus dominicanus), le grèbe aux belles joues (Podiceps occipitalis) et une population importante de grèbes mitrés (localement macá tobiano - Podiceps gallardoi).
La lagune est un site de nidification du grèbe mitré, ainsi que d'autres espèces d'oiseaux aquatiques.

## Galerie

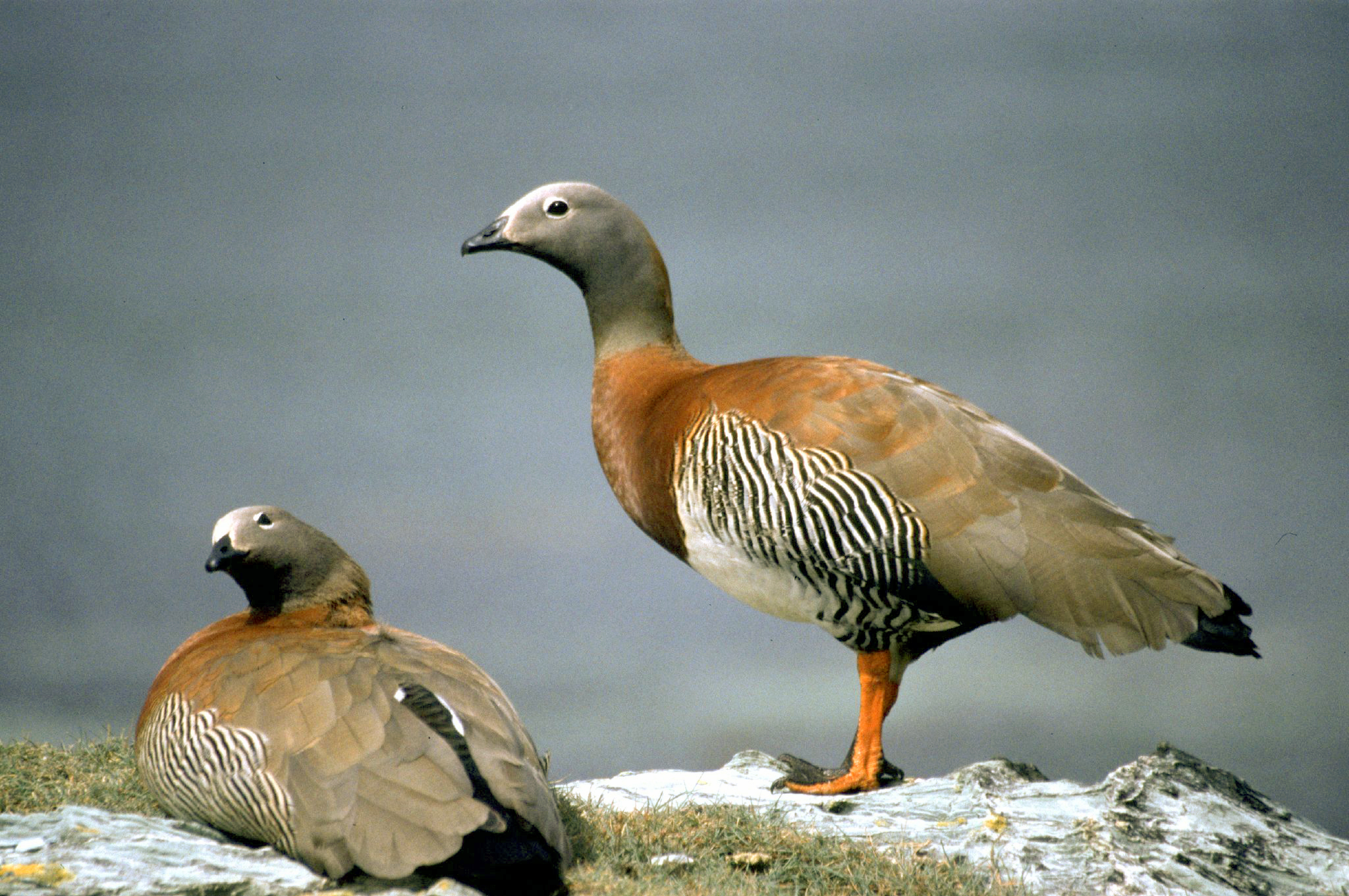
Ouette à tête grise (Chloephaga poliocephala)
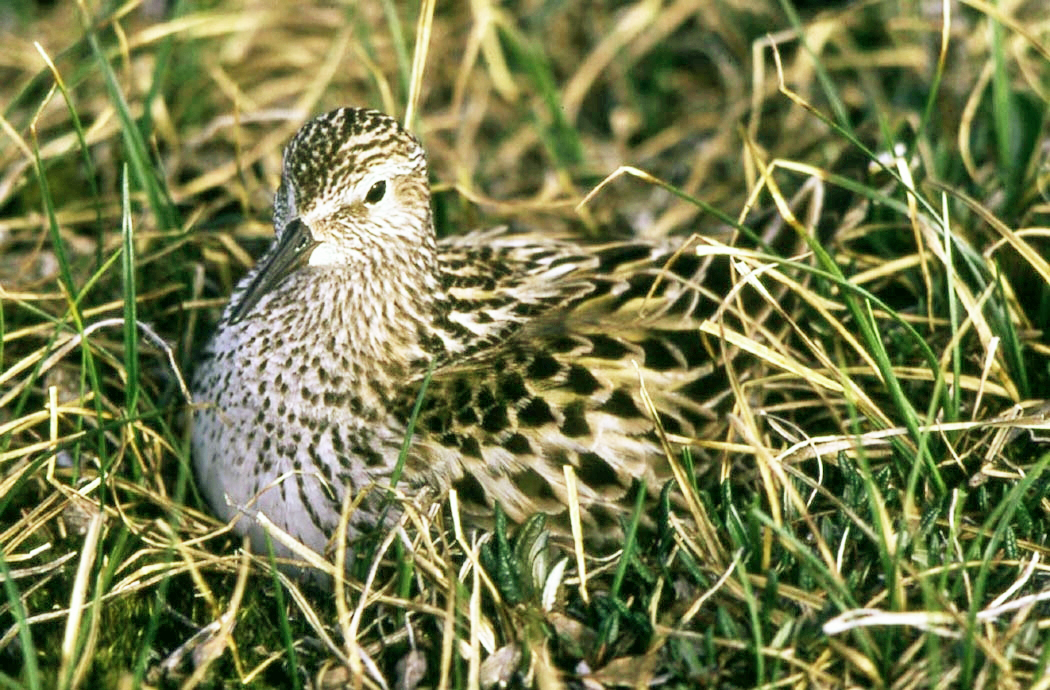
Bécasseau à croupion blanc (Calidris fuscicollis)
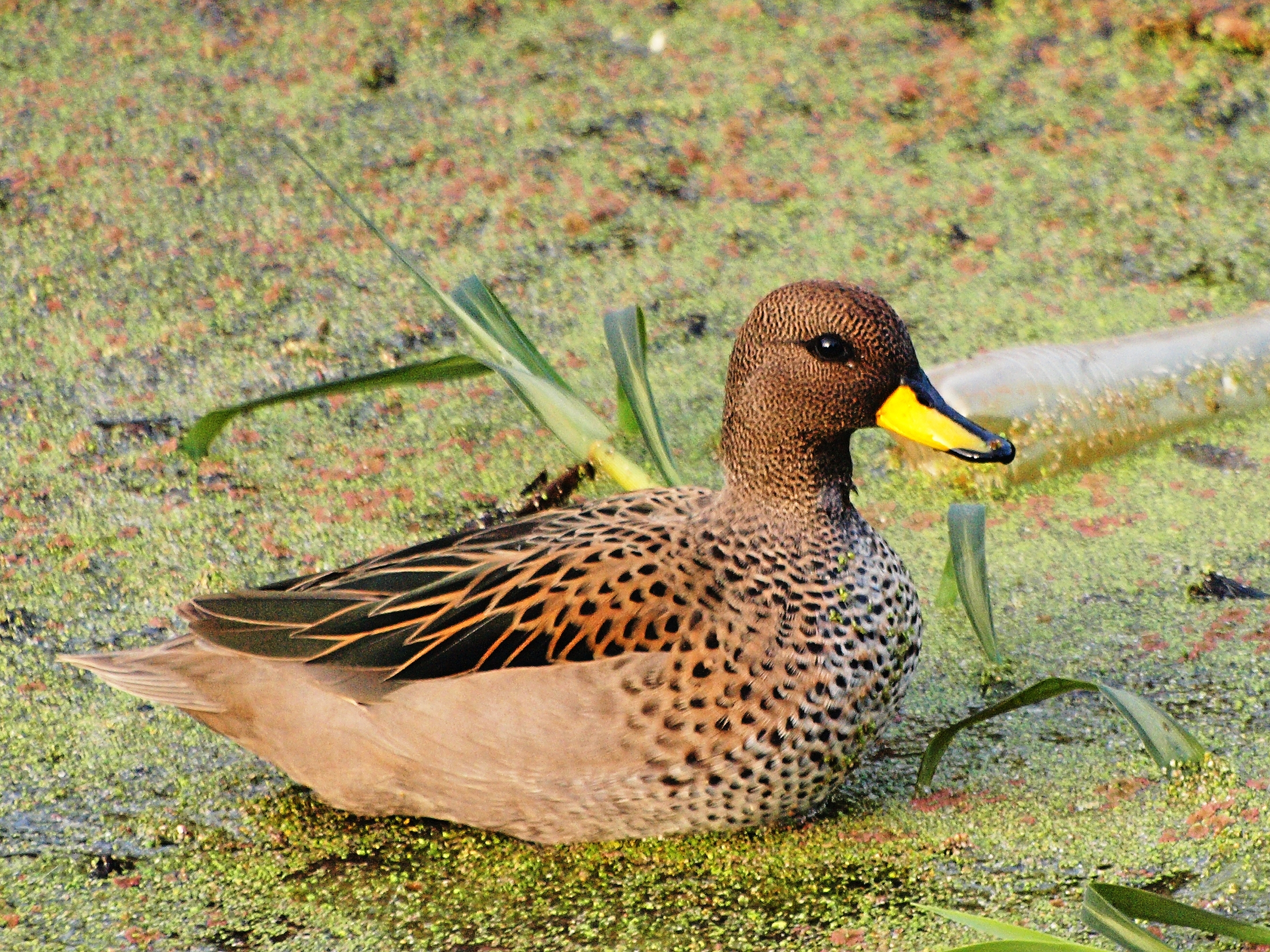
Canard à queue pointue (Anas georgica)

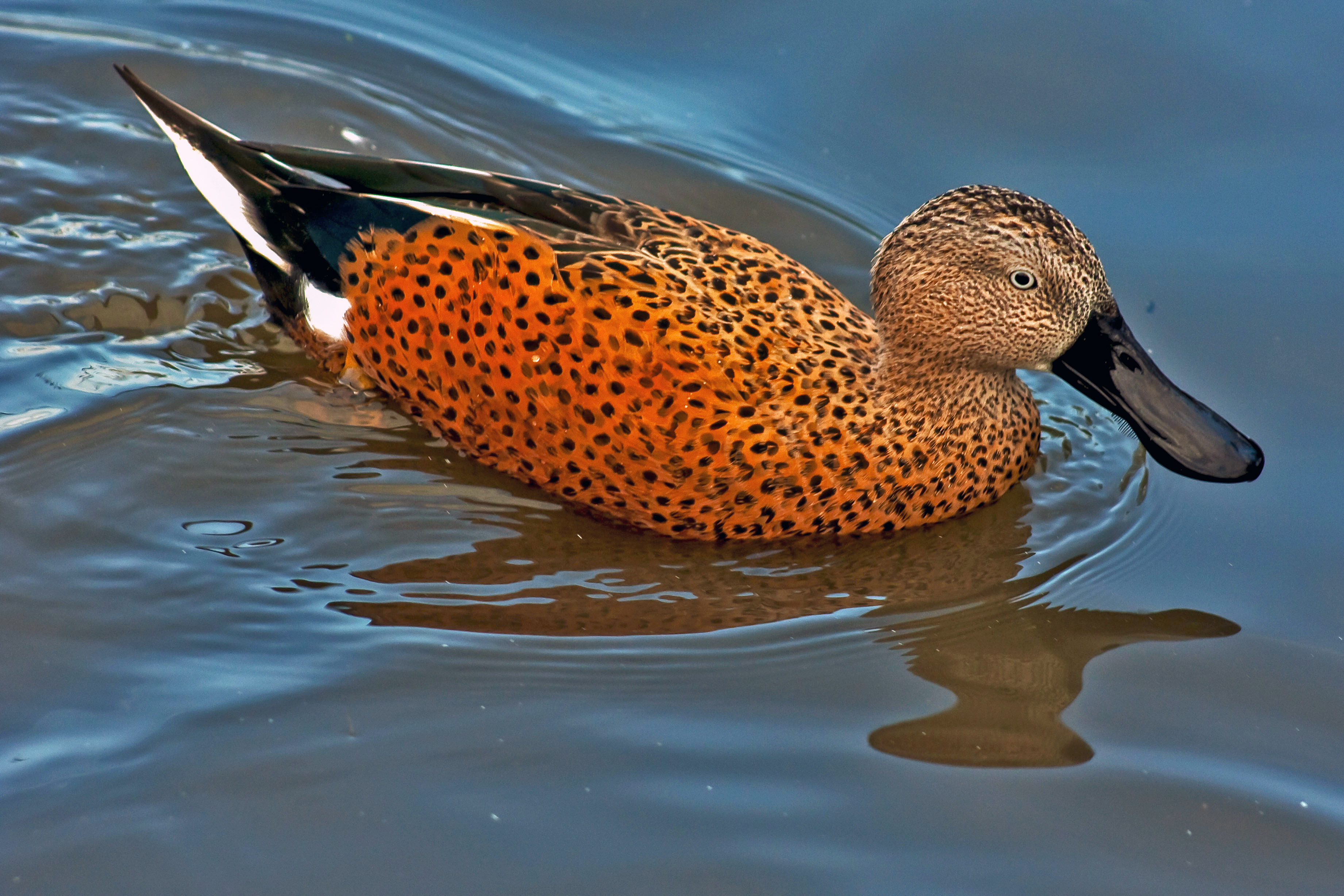
Canard spatule (Anas platalea)
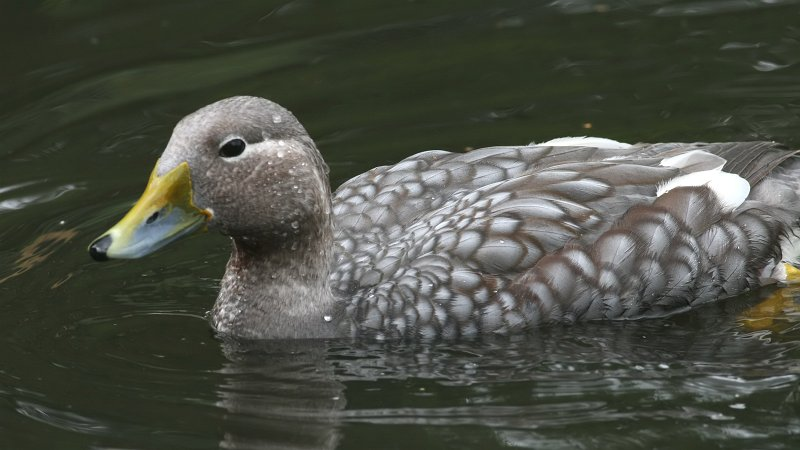
Brassemer de Patagonie (Tachyeres patachonicus)
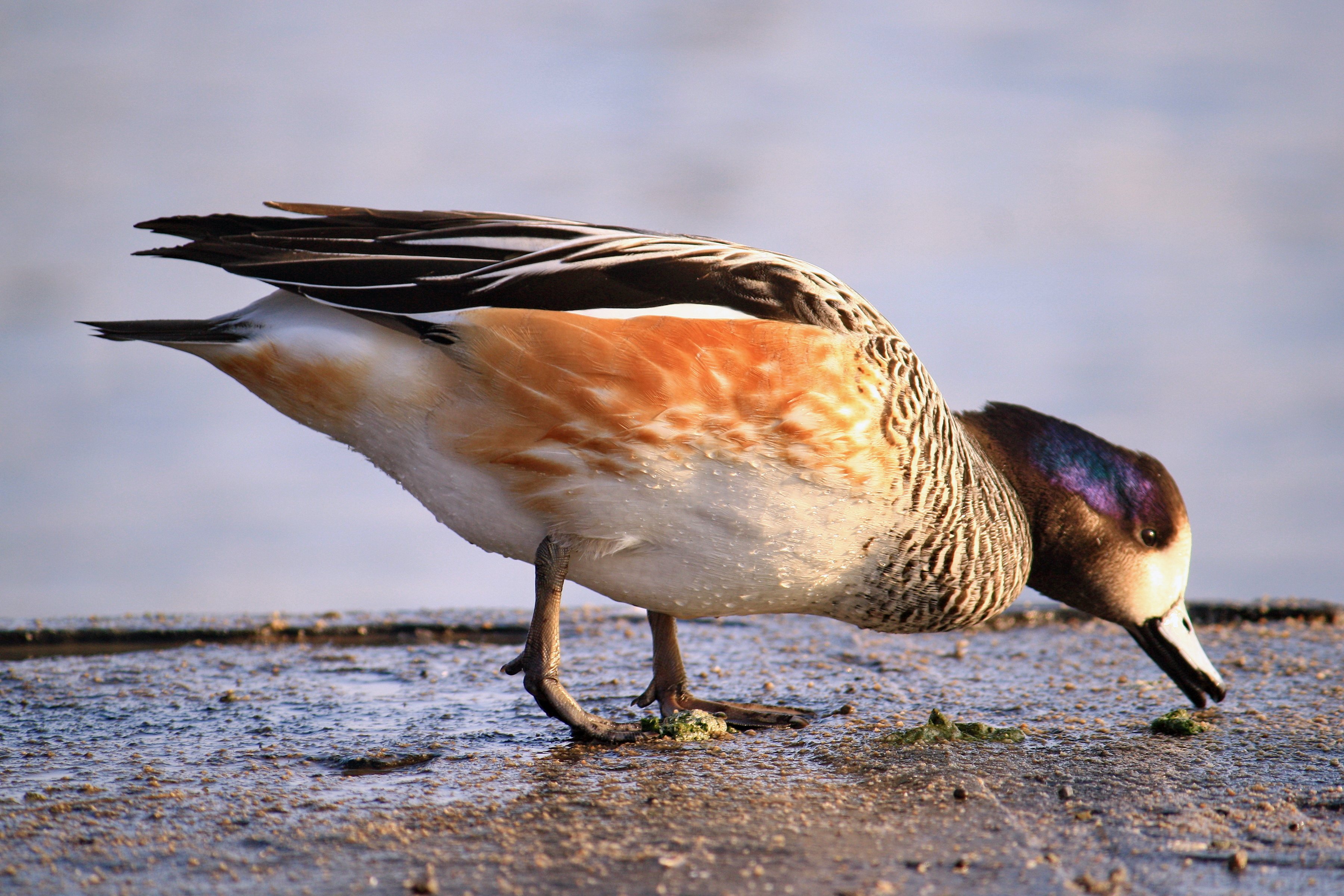
Canard de Chiloé (Anas sibilatrix)

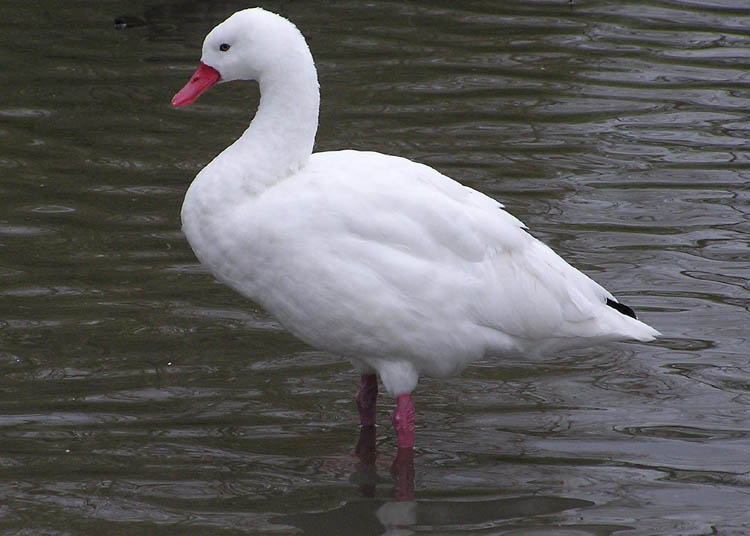
Coscoroba blanc (Coscoroba coscoroba)
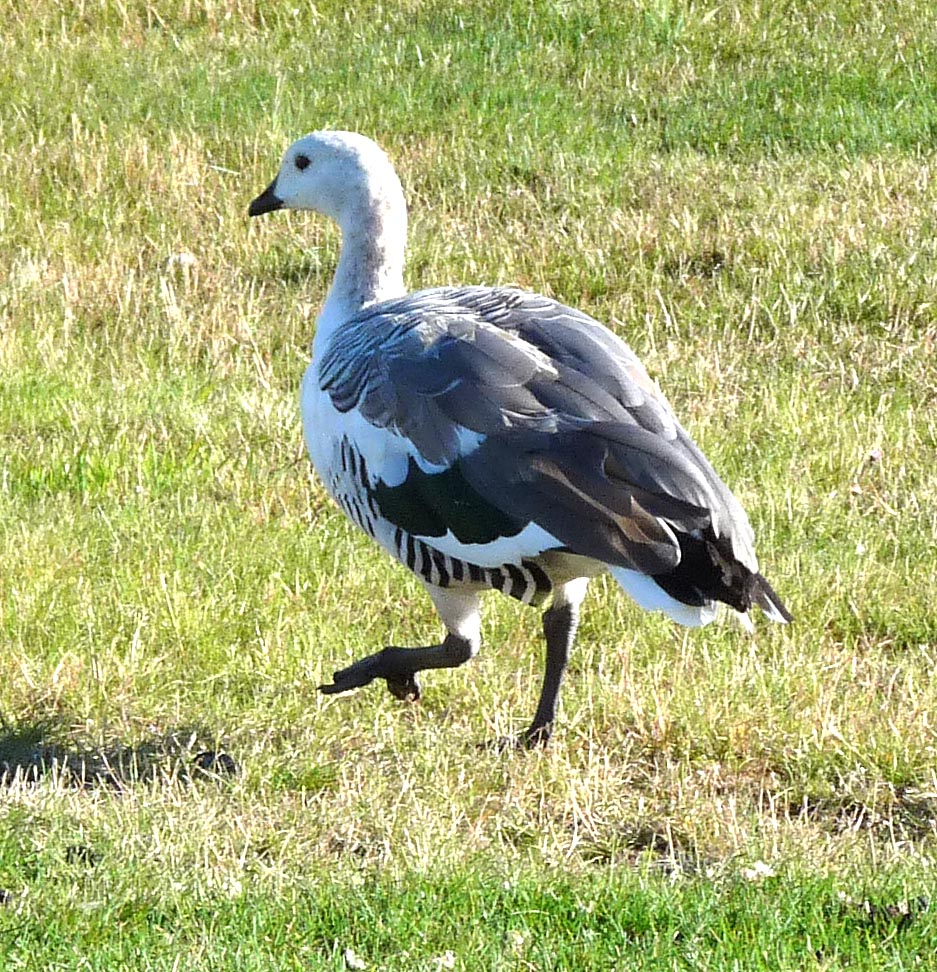
Ouette de Magellan mâle (Chloephaga picta)
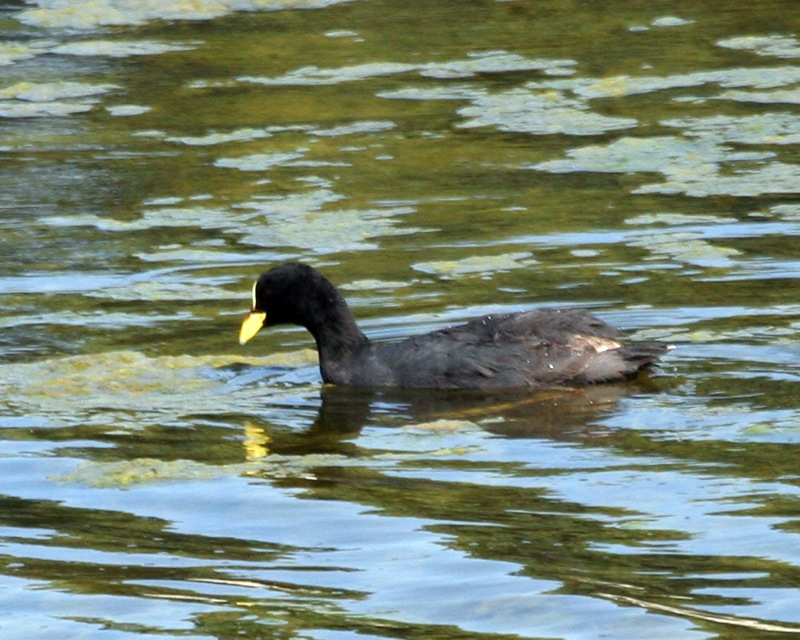
Foulque à jarretières (Fulica armillata)

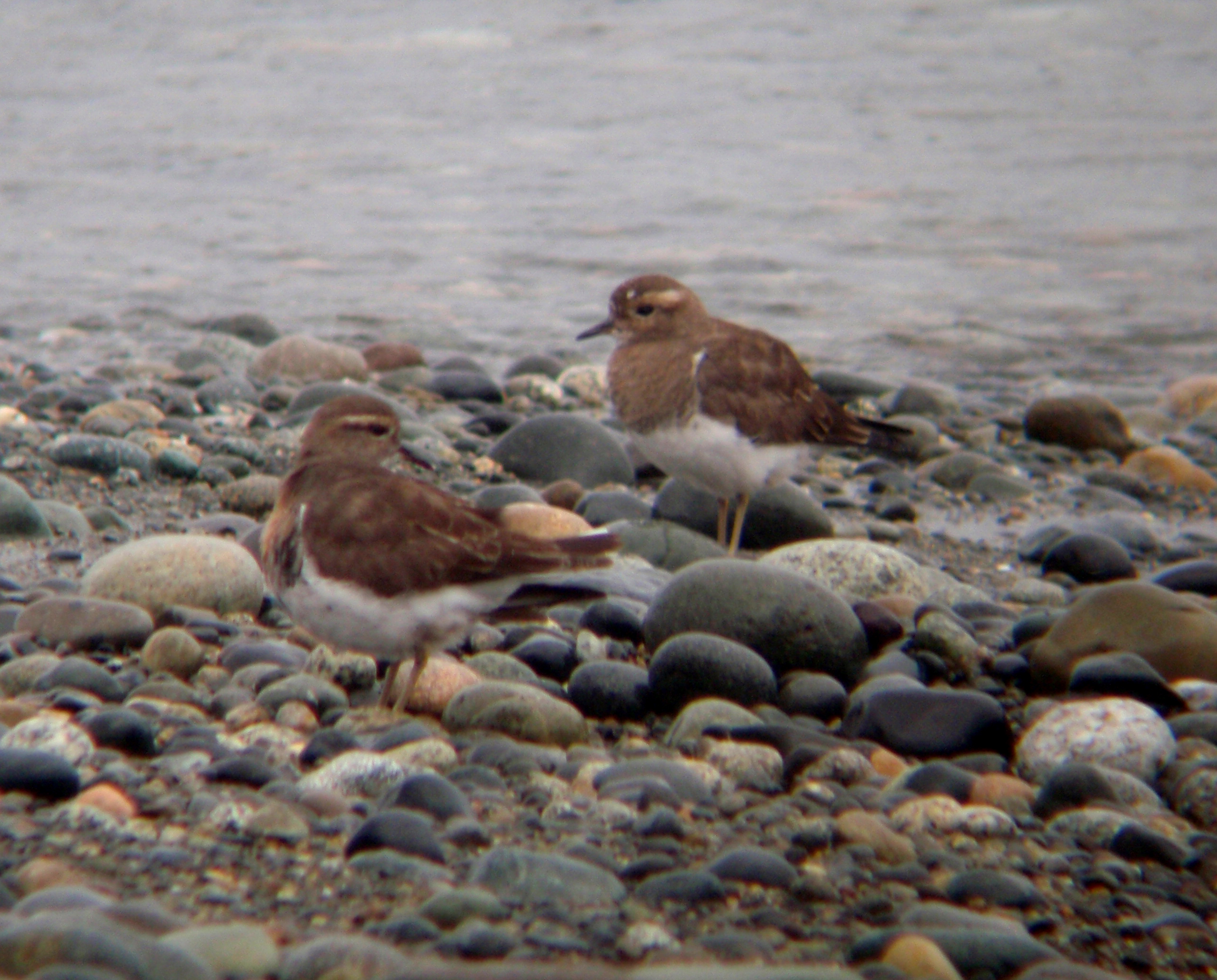
Pluviers de d'Urville (Charadrius modestus)
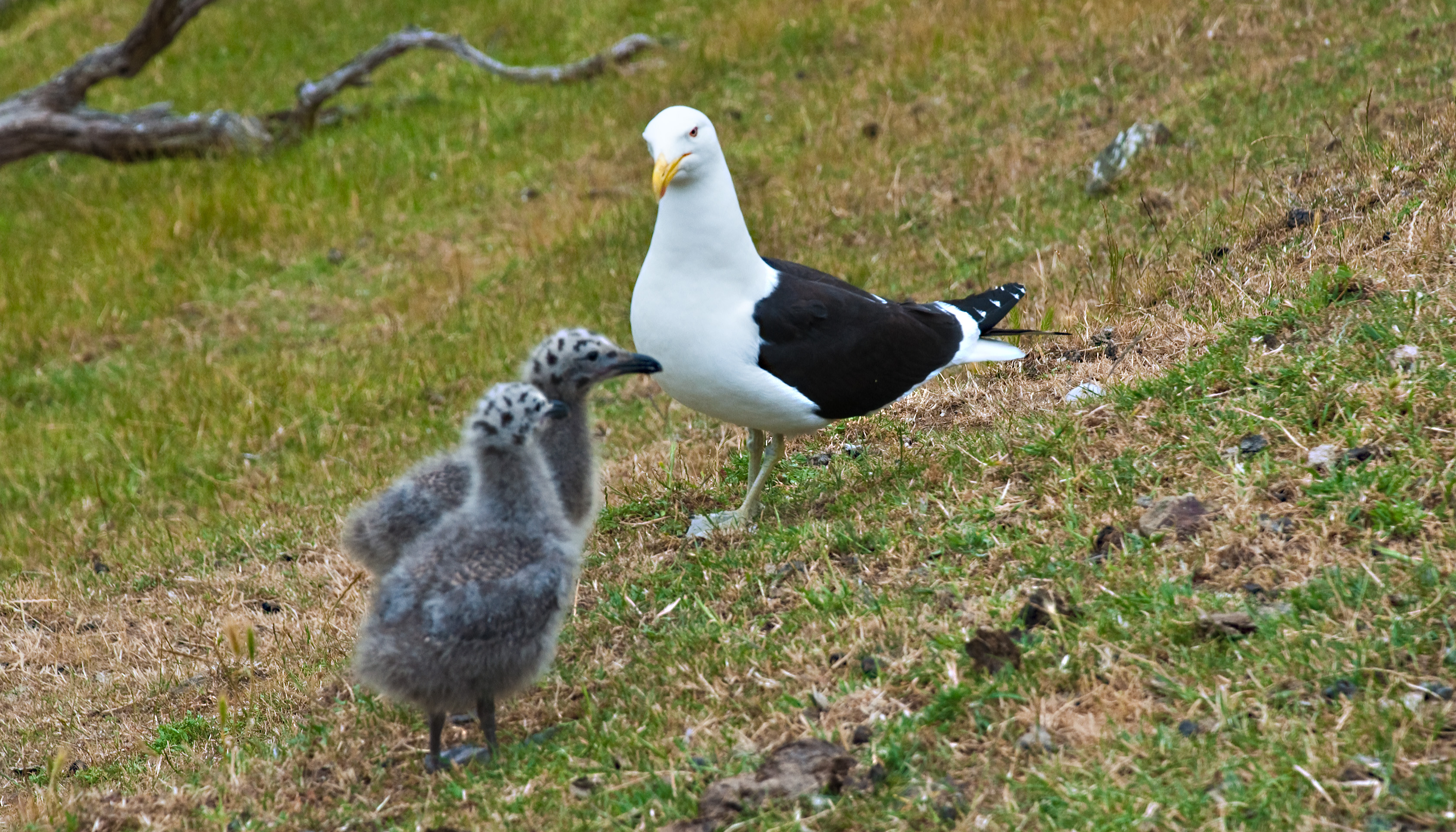
Goélands dominicains (Larus dominicanus)
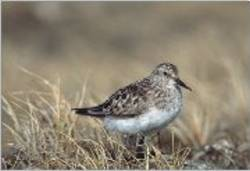
Bécasseau de Baird (Calidris bairdii)

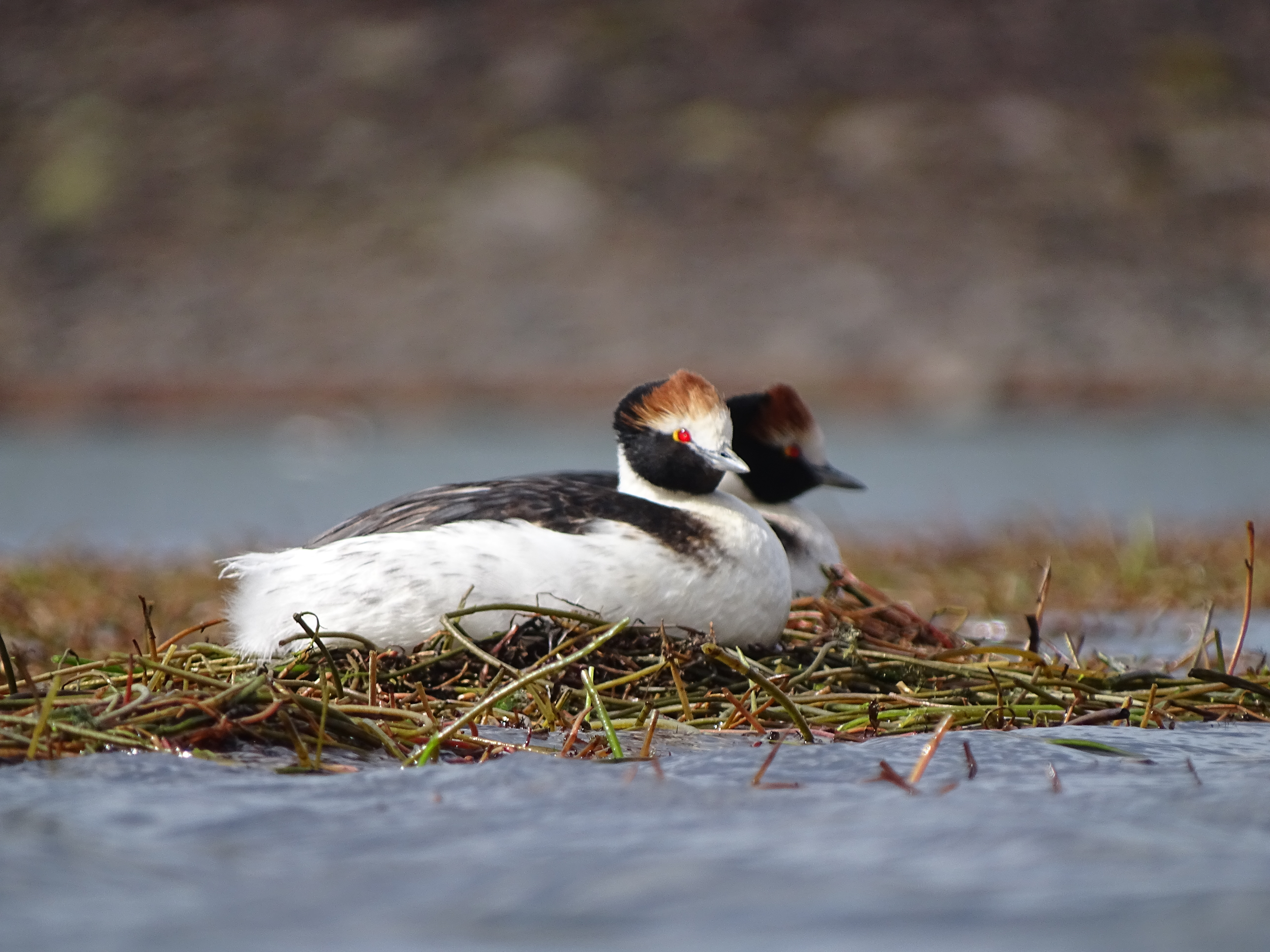
Grèbe mitré (Podiceps gallardoi)
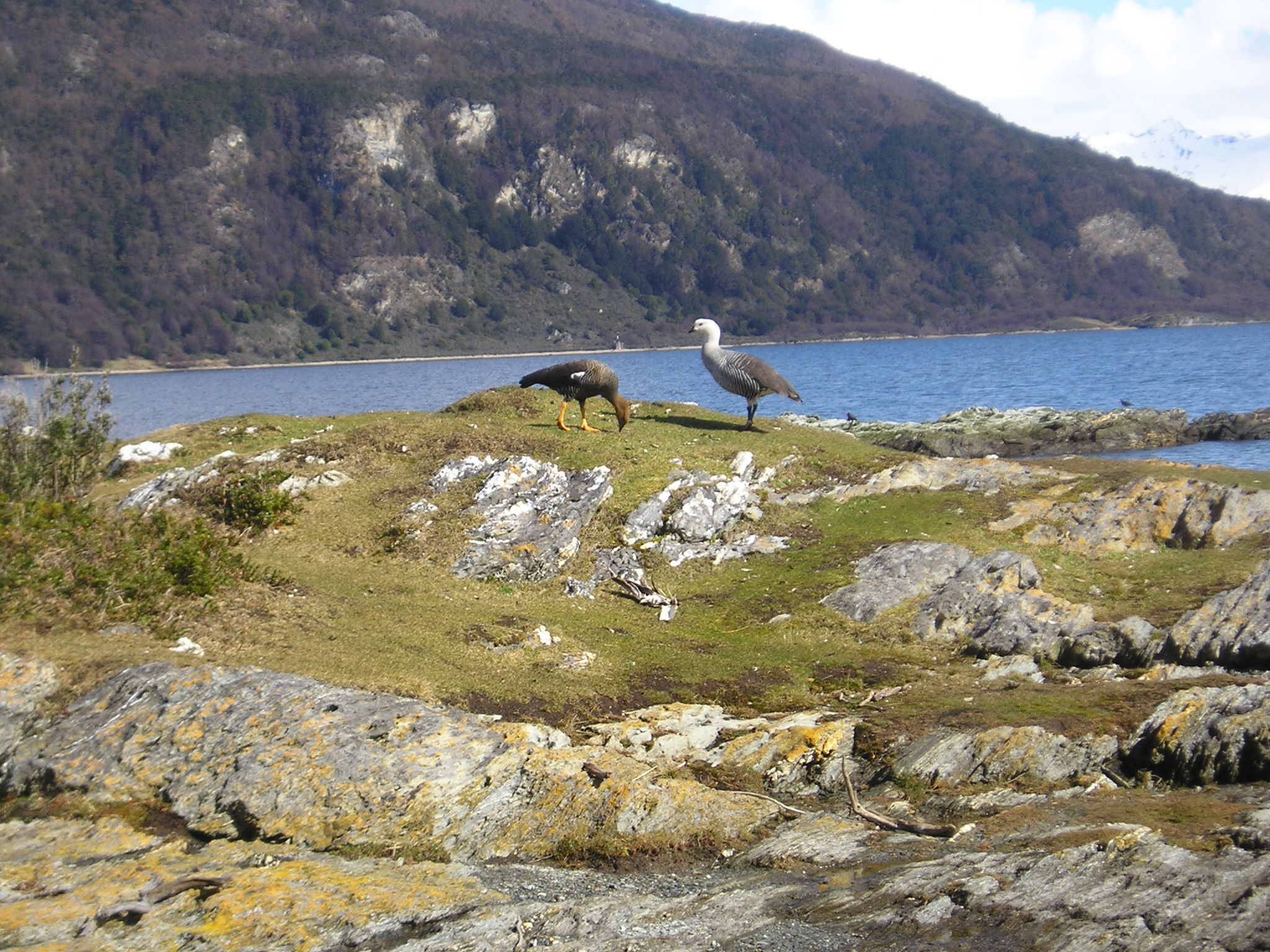
Vue de la lagune ornée d'un couple d' ouettes de Magellan ou Cauquen commun (Chloephaga picta)
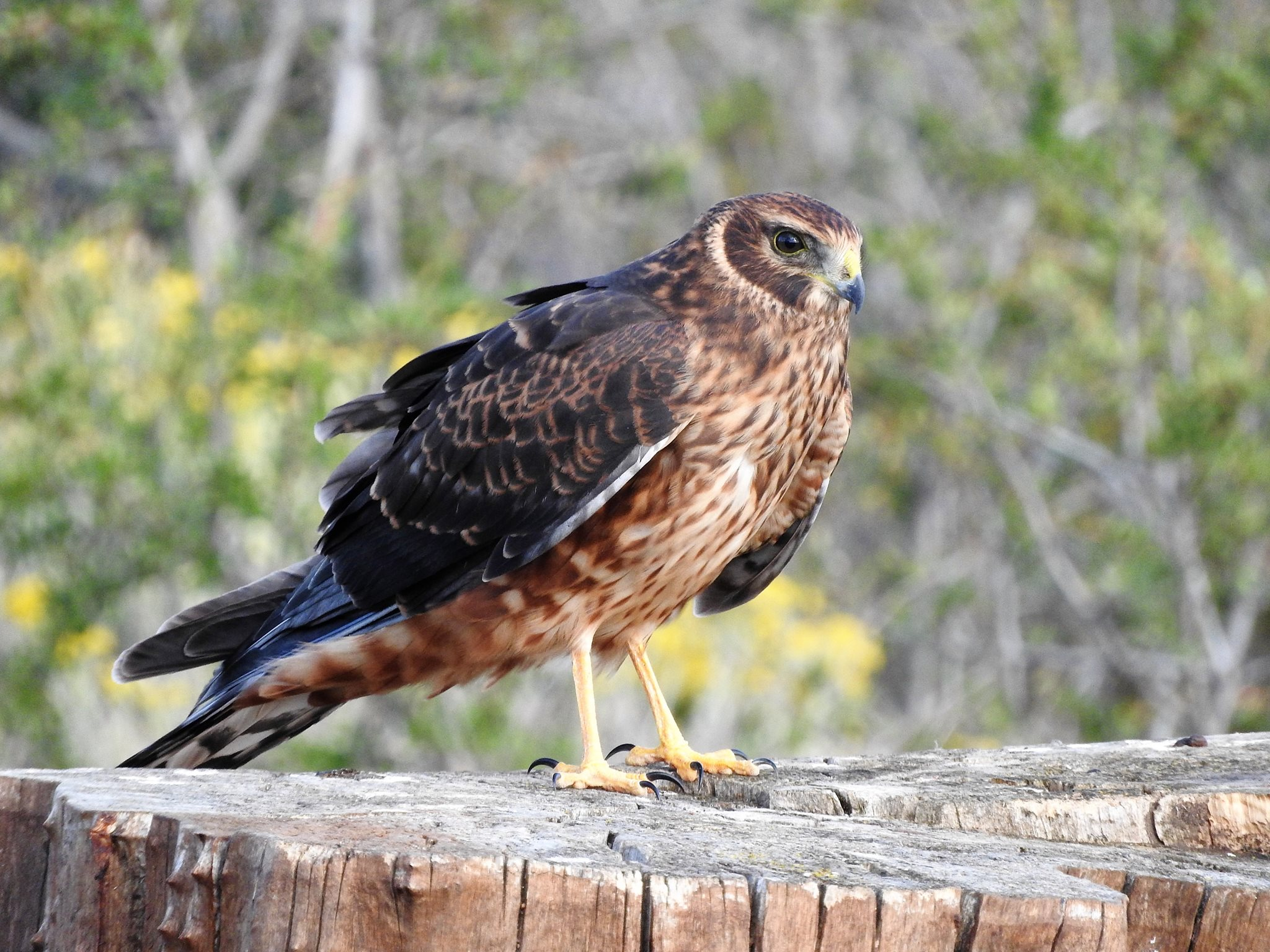
Busard bariolé (Circus cinereus)